# Klaus-Mann-Platz
Der Klaus-Mann-Platz in Frankfurt am Main ist nach dem Schriftsteller Klaus Mann (1906–1949) benannt.
Ursprünglich handelte es sich bei dem Platz um eine städtebaulich ungestaltete Erweiterung der Kreuzung von Schäfergasse und Alte Gasse. Erst durch die Gestaltung mit dem Frankfurter Engel, dem ersten vollplastischen Mahnmal, das der Homosexuellenverfolgung gedenkt, wurde der Parkplatz zum Platz. Die Skulptur des Engels bildet das Zentrum des Platzes, umgeben von einer Kreuz-Kreis-Form aus vier Sitzbänken, die einen inneren, und Buchsbaumhecken, die einen äußeren Kreis bilden. Nachdem das Mahnmal Ende 1994 der Öffentlichkeit übergeben worden war, wurde die Fläche auf Initiative des Ortsbeirats 1 der Stadt Frankfurt am 12. September 1995 nach dem homosexuellen Schriftsteller Klaus Mann benannt. Diese nachträgliche Benennung hat zur Folge, dass keines der anliegenden Häuser diese Postadresse hat.
Der Platz liegt in der Innenstadt und zugleich im Zentrum homosexueller Kultur und Subkultur. Nach Westen hin wird er durch die Sporthalle der Liebfrauenschule Frankfurt begrenzt. Deren Fassade mit Fenstern, die durch Glasbausteine vermauert sind, stellt einen erheblichen Gestaltungsmangel des Platzes dar. Die nördliche Bebauung des Platzes ist eine architektonisch heterogene Gebäudezeile, in der sich u. a. bis 2013 ein Café der schwulen Szene befand, und heute noch ein Kino, ein Hotel und Ladengeschäfte befinden. An seiner südlichen Seite verläuft die Schäfergasse, nach Osten stößt er in einem spitzwinkligen Dreieck auf die Alte Gasse.
Der Klaus-Mann-Platz war im September 2007 der einzige Straßenraum in Frankfurt am Main, der nach einem geouteten Homosexuellen benannt war.